# Philipp Samhammer
Philipp Samhammer (* 7. Oktober 1850 in Erlangen; † 3. März 1913 in Sonneberg) war Puppenfabrikant und Mitglied des Deutschen Reichstags.

## Leben
Samhammer besuchte das kaufmännische Institut Erlangen und gründete 1872 ein Fabrik- und Exportgeschäft für Puppen in Sonneberg und 1882 eine Filiale in London. Er war Einjährig-Freiwilliger und Premier-Lieutenant der Reserve im Königreich Bayern. Weiter war er Mitglied der Handel- und Gewerbekammer in Sonneberg sowie Ehrenmitglied des kaufmännischen Vereins in Sonneberg. Außerdem war er Mitglied des Landtags für Sachsen-Meiningen.
Von 1890 bis 1893 war er Mitglied des Deutschen Reichstags für den Reichstagswahlkreis Großherzogtum Sachsen-Weimar-Eisenach 1 (Weimar, Apolda) und die Deutsche Freisinnige Partei.